# Der Farmerkönig
Der Farmerkönig ist ein US-amerikanisches Stummfilmdrama aus dem Jahr 1922 von Joseph Henabery mit Jack Holt in der Hauptrolle. Der Film wurde von der Famous Players-Lasky Corporation produziert und basiert auf Kurzgeschichte Humanizing Mr. Winsby von Peter Bernard Kyne.

## Handlung

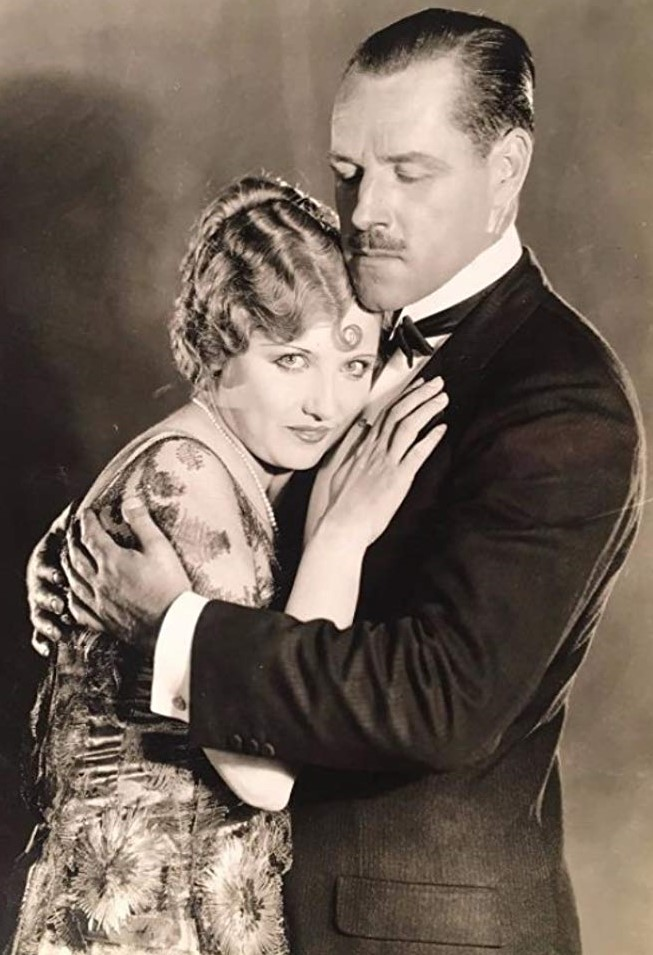
Werbefoto mit Jack Holt und Eva Novak

Der reiche, versnobte und herablassende Horace Winsby wird von Patricia Owens, der Tochter seines Nachbarn Jim Owens, abgewiesen. Er muss sein kalifornisches Tal verlassen, weil die Bauern, deren Hypotheken er pfänden will, unruhig werden. In New York häuft Horace hohe Rechnungen an und kann sie nicht bezahlen, als ihm seine Brieftasche gestohlen wird. Er wird aus seinem Hotel geworfen und bekommt schließlich Hilfe von Shorty, einem Obdachlosen im Park. Patricia und ihr Vater kommen nach New York und finden Horace beim Geschirrspülen vor. Patricia erkennt, wie grundlegend Horace sich zum Guten verändert hat und kommt mit ihm zusammen.

## Hintergrund
Am 30. September 1922 wurde berichtet, dass sich die Dreharbeiten des Films in der fünften Woche befinden.
Da keine Kopien der sechs Filmrollen existieren, gilt der Film als verschollen.

## Veröffentlichung
Die Premiere des Films fand am 17. Dezember 1922 in New York statt. 1925 kam er in Österreich in die Kinos.

## Kritik
Janiss Garza schrieb bei AllMovie, dass die Komödie zwar reichlich Inkonsistenzen habe, aber trotzdem unterhaltsam sei, schon wegen Jack Holt.